# تاریخ جنگ‌های صلیبی
تاریخ جنگ‌های صلیبی (انگلیسی: A History of the Crusades)، نام اثر جلدی استیون رانسیمان، مورخ انگلیسی قرن ۲۰ میلادی است که که در فاصله ۱۹۵۱ تا ۱۹۵۴  توسط انتشارات دانشگاه کمبریج منتشر شد. وی در این کتاب به علت و انگیزه‌های جنگ‌های صلیبی و شرح وقایع کامل آنها از اواخر قرن ۱۱ تا پایان آن در قرن ۱۳ میلادی و معرفی دولت‌های صلیبی و مسلمانان در اراضی مقدس اهتمام نموده‌است. وی در این اثر، آغاز جنگ‌های صلیبی را از فتح اورشلیم توسط مسلمانان در سال ۶۳۸ میلادی می‌داند. به علاوه دلیل عمده شکست بیزانس در مقابل سلاجقه در نبرد ملازگرد را همکاری نکردن لاتینی‌های غربی با آنها می‌داند و از این رو، به لاتین‌ها اعتراض دارد و از آنها با لحنی انتقادی سخن می‌گوید. وی انگیزه اصلی جنگ‌های صلیبی را از اختلافات دینی و مذهبی می‌داند.